# 2006년 동계 올림픽 키프로스 선수단
2006년 동계 올림픽 키프로스 선수단은 이탈리아 토리노에서 개최된 2006년 동계 올림픽에 참가한 올림픽 키프로스 선수단이다.

## 알파인 스키
| 선수                        | 종목        | 결과    | 결과    | 결과      | 결과    | 결과 |
| 선수                        | 종목        | 1차시기 | 2차시기 | 3차시기   | 총계    | 순위 |
| --------------------------- | ----------- | ------- | ------- | --------- | ------- | ---- |
| 테오도로스 크리스토도우로우 | 남자 대회전 | 1:30.47 | 1:31.56 | 출전 불가 | 3:02.03 | 34   |
| 테오도로스 크리스토도우로우 | 남자 회전   | 1:05.58 | 1:00.97 | 출전 불가 | 2:06.55 | 38   |

## 참조
- 올림픽 공식 결과 보관됨 2012-02-04 - 웨이백 머신